# 大東流合気柔術
大東流合気柔術（だいとうりゅうあいきじゅうじゅつ）は日本武術の一派、中興の祖とされる武田惣角により広められた。陸奥会津藩の殿中武術を参考に編纂された武術とされている。略称で合気柔術と呼ばれることが多い。

## 歴史
八幡太郎義家(源義家)の弟である新羅三郎義光(源義光)を流祖とし、甲斐武田氏に伝えられ、甲斐武田氏の御滅亡後は会津藩主・保科氏(会津松平氏)や甲斐武田氏の末裔を称する会津坂下の武田氏に引き継がれ、その後、御式内として会津藩の上級武士にのみ極秘裏に教授されたとされている。
1897年（明治30年）、霊山神社にて宮司の保科頼母(西郷頼母)は、会津武田氏の武術家武田惣角に御式内(おしきうち)の技法を伝承し、また広く世に広めるよう諭したという。武田惣角は大東流中興の祖とも呼ばれ、全国を放浪して大東流の技法を多数の人々に教授した。武田惣角が教授した人々については英名録、謝礼録という記録がある。
しかし近年の武術史研究において、武田惣角が主張していた『大東流の伝承史』を疑問視･否定する意見が多い。
- 惣角が故郷会津で教えた形跡がない。子孫の代になって故郷に情報提供されても、大東流の顕彰碑・案内板はない。
- 武田惣角の高弟である佐川幸義はあれほど膨大な体系がそんな長い間伝わるはずがない、保科頼母の写真を見ると合気を使えたとは思えない、という点から大東流は惣角が作ったのであろうと言っている。実際、保科頼母の養子である柔道家の西郷四郎は、大東流を修行した形跡は見られず、頼母から伝わった、会津伝承武術であるという説は疑わしいと考えられている[要出典]。
- 『月刊秘伝』（2010年2月）に後継者の武田時宗の遺稿集「武田惣角一代記」惣角遺言、神通力法が掲載される。これによると惣角は真言密教、修験道（九字護身法・気合術・易学・民間治療）を修行したという。国立国会図書館が公開した気合術、合気之術、合気術の65文献に気合・合気の説明がある。
- 明治44年発行『活殺自在気合術』（熊代彦太郎）の気合（有心気合・動的）、合気（無心気合・静的）は、大東流合気武道会報2号（昭和34年4月）、武田惣角一代記と理論的に合致しているという。内容は惣角は会津で唯一すべて教えられる修験道の易者中川万之丞に学び、合気柔術を創始、会津藩御式内（護身術）は柔術で、隣の藩士御供番佐藤金右衛門に学んだ、保科近悳（頼母）から大東流の名前のほか歴史・和歌を与えられ、また修行したとされる霊山寺修験道場は江戸時代以降存在しないので、合気柔術は教えられてなく、自宅火災による借金返済のため、伝承の歴史は保科と武田による仮託であったとし、これは戦前では珍しいものではないとしている。故郷会津の調査で親戚の先祖武田国次墓碑に、戊辰戦争後の名簿に父竹田惣吉（足軽分）、明治5年新戸籍は武田姓（農民）、柳津円蔵寺の小野派一刀流門徒名（竹田宗角）、妻コンの実家の佐藤家自伝、などが確認された。
- 2017年（平成29年）の会津坂下町の人物紹介は、大東流創始者として高く評価、訂正され、地元・子孫から大東流発祥の記念碑建立が期待されている。

以上の点から、大東流は、武田惣角が自ら学んだ剣術や他流派をもとに作り上げた比較的新しい武術であり、武田家の伝統武術という触れ込みは後付けとする説が有力である。
なお、武田惣角は小野派一刀流と直心影流、特に竹刀稽古を中心に学んだと伝えられている。ただし惣角の弟子や実際に接した人間の証言から、直心影流ではなく鏡新明智流であるという説もある。

## 体系
大東流合気柔術の技術体系は会派によって異なるが、武田惣角が発行した免状（目録）に従うと次のようになる。但し下記の6種の伝書伝授巻が全て実在するのかは不明である。大東流が武道界に現れた明治32年から昭和初期までは秘伝目録118箇条と秘伝奥義之事36箇条の2巻のみを授ける事が殆どであり、それ以外の伝授巻の存在は不明である。上記の2巻以外の伝授巻が明治32年当時から存在したのか?武田惣角が時代を経るごとに新たに作成して行ったのか?は考証が待たれる。また解釈総伝之事477箇条のように伝授巻自体の存在の確認が不明な物もある。
1. 大東流柔術秘伝目録118ヶ條裏表
2. 合気之術53ヶ條裏表
3. 秘伝奥儀之事36ヶ條裏表
4. 秘伝御信用之手84ヶ條上中下
5. 解釈総伝之事477ヶ條
6. 皆伝之事88ヶ條

このほかに合気二刀流をはじめとする合気武器術（剣術・槍術・棒術・手裏剣術等）がある。※但し会派によっては、最初から伝えられていなかったり、伝えられていても失伝しているものや、一部の技法に特出した形態を伝授している場合も見られる。
また武田惣角から教授代理免許を許された各師範が独自に新たな技術体系や伝授巻（巻物）を制作している場合もある。

## 伝承

### 主な伝承者
大東流合気柔術の伝承は武田惣角から日本各地に広まっている。
1. 武田時宗　1916～1993年。元名、宗三郎。武田惣角の三男。北海道警察にて刑事として勤務し退官後は山田水産に勤務する。同社を定年退職後、大東流合気武道宗家を称し北海道網走市にて大東館道場を開設し大東流合気武道を教授する。弘前藩伝の小野派一刀流を導入し、武田惣角の剣技を再現しようとした。また、種々の技に名前を付け新たに五箇条に再分類を行い体系的に分類した。弟子に佐野松雄（北見市）、加藤茂光（網走市）、石橋義久（流山市）、近藤勝之（東京都）、武田宗光（会津坂下町）らがいる。
2. 久琢磨　1895～1980年。鈴木商店勤務後、大阪朝日新聞社に再就職する。大阪朝日新聞社勤務時にほか数名と共に右翼対策として、植芝盛平および後に武田惣角より大東流合気柔術を学び免許皆伝を授けられる。また、植芝盛平と武田惣角から伝えられた技法を写真で記録した。大阪府内に関西合気道倶楽部を組織し、朝日新聞大阪本社、竹中工務店、大阪ガス等で大東流を教授する。また、宗家・武田時宗の要請により大東館道場の本部長にも就任した。後に久琢磨の門人達は琢磨会を組織している。弟子に森恕、大神謙吉、宇佐見清道らがいる。
3. 佐川幸義　1902～1998年。第36代大東流合気武術宗家。昭和7年教授代理、昭和13年5月免許皆伝、昭和14年9月正統総伝。大東流においては初めて宗家を称し後に宗家を武田時宗に譲位後は大東流合気武術宗範を称する（一時期、「佐川派大東流」、「正伝大東流」とも称した）。東京都小平市において佐川道場を開設し大東流を教授する。武田惣角に合気剣術も教わり独自の工夫を加えた。それとは別に甲源一刀流剣術、関口流柔術、大島流槍術も修行しており、甲源一刀流を合気の理合で再編した独自の剣技・合気甲源一刀流剣術も編み出した。（門人には大東流合気剣術と合気甲源一刀流剣術の両方を教授した）また、合気拳法も考案した。佐川幸義の没後、門人達は佐川伝大東流合気武術を組織している。
4. 堀川幸道　1894～1980年。堀川泰宗の長男として1894年4月10日、北見枝幸に生まれる。幼名は幸太郎。1898年、一家は湧別に移住する。1914年に大東流に入門し、武田惣角の弟子になる。教育の傍ら、惣角先生より厳しい個人指導を受け、大東流の柔術技の他に合気技を数多く伝授される。1931年1月に秘伝目録、6月に秘伝奥儀之事、10月に大東流合気柔術奥儀の巻物を授与され、教授代理となる。1937年9月に大東流合気柔術秘奥儀之事の巻物が授与される。1950年に湧別で大東流合気柔術幸道会を設立。1970年に、四十数年にわたる僻地における教育の献身により、教育界の功労者として勲五等瑞宝章の叙勲を受ける。1974年には、元最高裁判所長官であった石田和外の提唱によって、町村金五（自治大臣）、大塚博紀（和道流空手名人）、 堂垣内尚弘（北海道知事）ら８氏の連盟によって永世名人位を贈られる。1980年逝去。主な弟子に幸道会総本部長を継いだ井上祐助、新保建雄、六方会の岡本正剛、息子の堀川剛道、光道の錦戸武夫、牧羊館の米澤克己らがいる。
5. 吉田幸太郎　1883～1966年。植芝盛平を武田惣角に紹介した。武田惣角から代理教授を許されている。弟子に極真空手創始者の大山倍達、ハプキド創始者の崔龍述 (吉田朝男)、在米空手家のリチャード・キムや地曳秀峰、近藤勝之らがいる。晩年は半身不随のため茨城県日立市に移住し少数の弟子に教授を行った。家伝の柳流合気武芸も伝えた。[要出典][要ページ番号]
6. 植芝盛平　和歌山県田辺出身。合気道を創始する。大東流の巻物を発行授与した弟子に望月稔、富木謙治、塩田剛三らがいる。大阪朝日新聞社の道場において久琢磨らに大東流を旭流柔術として教授をした。合気剣術も一部学んだが、戦後、鹿島新当流をもとに新たに「合気剣」を編み出した。
7. 細野恒次郎(つねじろう）　東京都江戸川区小岩に振栄館道場を開き大東流を教授する。立山一郎著合氣之術に拠れば合気術4段、奥義皆伝。弟子に地曳秀峰（八光流柔術･中国武術家）、近藤勝之らがいる。
8. 松田敏美　1895年ごろ～不明。本名、豊作。北海道旭川市にて松武館道場を開設して大東流合気柔術を教授する。弟子には群馬県大間々町に練心館道場を開き大東流合気柔術を教授した前田武、北海道帯広市の元信館道場にて教授する宝田元信、他に八光流柔術開祖の奥山龍峰 (後に武田にも師事) や、導引術で有名な道家合気術（道家動功術) の早島正雄などがいる。
9. 山本角義　本名、留吉。大東流合気柔術総主を称する。戦後、北海道苫小牧市にて柔進館道場を開設し大東流合気柔術を教授し、苫小牧警察署で逮捕術の教官も務める。また独自に居合を研究し無限神刀流居合術を創始する。武田惣角の印可した最後の教授代理で、死の直前の惣角から合気の口伝を授かったとされる。須藤一刀斎が総主を継承している。
10. 佐藤完實　1868年 ～ ?　武田惣角の最初期の門人で、1905年（明治38）年時点で大東流合気柔術を七年修行しており秘伝奥義の目録を得て教授代理となっていた。また神道六合流を野口清（野口潜龍軒）から学んでおり帝国尚武会宮城県支部長を務めた。大東流合気柔術と神道六合流より女子護身術を創始した。

以下の記載者は武田惣角の孫弟子以降の伝承者
1. 近藤勝之 1945年～現役。武田時宗の門人。はじめ細野恒次郎に次いで吉田幸太郎と兄弟子の地曳秀峰(八光流皆伝師範)に、後稀に北海道へ足を運んだり、武田時宗を東京へ招いたりして、大東流の柔術のみ学ぶ。1988年に宗家代理、免許皆伝(合気技は別、武田時宗の病床時)。のちに大東流合気柔術本部長・総務長に。但し大東流合気柔術の流派全体の本部長、総務長という意味合いではなく、旧大東館系の眞武館道場系大東流会派内の本部長、総務長である。
2. 武田宗光 1955年ごろ～現役。武田時宗の門人。武田惣角の玄孫（武田惣角の長男武田宗清の曾孫）。武田氏父祖伝来の地福島県河沼郡会津坂下町で農業を営みつつ、各地で大東流合気柔術の指導に当たっている。初めに会津坂下町の武田家に伝承された武術を祖父から学び、後に武田時宗の教えを受けた。武田惣角の四男も武田宗光であるが、別人。1977年に武田時宗の大東館の支部として福島県での活動を開始したが、大東館瓦解後、会津坂下を本部として独自の活動を開始し、福島県や新潟県、東京都など8カ所に支部を開いている。門下生からは宗家と呼ばれる。
3. 森恕 1931年～2021年。久琢磨の門人。1962年から久琢磨に大東流を学ぶ。1965年に教授代理。1975年の琢磨会の結成時、総務長に就任、2020年まで総務長を務めた。弁護士の業務の傍ら、大東流を指導した。
4. 大神謙吉 1939年～現役。久琢磨の門人。1961年から久琢磨に大東流を学ぶ。1968年に兵庫県西宮市に道場・大武館を開く。創設期の琢磨会にも参加していたが後に脱退。大東流以外にも空手道も修行し、空手・拳法に対応できる技法を工夫している。
5. 小林清泰　1942年5月20日～現役。1961年10月に関西合気道倶楽部に入門。1962年に桃山学院大学で合気道部を創部。久琢磨から大東流、合気会の小林裕和師範から合気道を学ぶ。1963年に学生を連れ大東流合気武道本部大東館で合宿、武田時宗宗家の指導を受ける。以後、宗家来阪の折に指導を受ける。1970年に久琢磨より教授代理允可。1973年に大東流合気柔術8段允可。久琢磨の兄弟弟子にあたる中津平三郎（大阪朝日新聞社）の弟子である千葉紹隆師範、蒔田完一師範に師事。久琢磨の紹介で植芝盛平、塩田剛三のもとで稽古。朝日カルチャーセンターの合気道講師を務める。1975年の琢磨会結成時、幹事長に就任。2016年9月に琢磨会が一般財団法人化し、理事に就任している。尼崎、芦屋、東京で大東流を指導している。
6. 岡本正剛 1925年～ 2015年。堀川幸道の門人。大東流合気柔術六方会宗師を称する。師の堀川幸道没後、東京において六方会を主催する。岡本正剛はそれまで神秘のベールに包まれ実態のよく知られていなかった大東流合気柔術の書籍やビデオを早い段階から積極的に発表し、堀川幸道系の大東流の技術を広く公開した。そのため一部の保守的な大東流師範からは反発を受けた。
7. 長尾全祐　1938年～現役。山本角義の門人。昭和45年（1970年）8月に山本角義の道場に入門し，昭和52年（1977年）3月3日に無限神刀流居合術の教授代理を許され，昭和56年（1981年）3月3日に大東流合氣柔術教授代理（免許皆伝及び総主）を賜り，長尾一刀齋全祐または長尾一刀齋角全と称す。
8. 佐藤金兵衛　1925年～1999年。柔術家、中国武術家。八光流柔術や合気道、柳生心眼流など様々な柔術を習っていたが、昭和32年（1957年）3月武田惣角最後の弟子である山本角義と面識を得、山本角義を東京の自宅に招聘して大東流を学ぶ。山本角義から大東流合氣柔術の教授代理及び皆伝を授けられ，昭和23年（1948年）奥山竜峰に師事し八光流柔術を会得し、昭和24年（1949年）植芝盛平に師事し合気道（及び大東流）を学んだ。後に諸流を合わせ大和道を創始。
9. 種村匠刀　（本名恒久）　1947年～現役。古武道家。平成13年（2001年）5月6日に長尾全祐に初めて会い、手解きを受けて以来門人となり，平成15年（2003年）11月27日，大東流合氣柔術及び無限神刀流居合術の教授代理並びに免許皆伝を許された。平成22年（2010年）12月6日，会津藩伝小野派一刀流剣術の教授代理も許された。佐藤金兵衛に平成元年（1989年）から師事し，大東流118ヶ条を始め、御信用之手などの皆伝技及び猫手の伝・小僧泣かせ・舟底・八方投などの秘技についても丁寧かつ厳格な特別個人教授を受けた
10. 滝口雄二　1945年～現役。合気柔術家、空手家。始め早島正雄に、後堀川幸道の北見市時代の門人、愛知県在住。
11. 宝田元信　1931年〜現役。旭川市出身。松田敏美の門人。1951年に免許皆伝。大東流柔術秘伝目録と秘伝奥儀之事の2巻の巻物を伝授される。1959年帯広市に元信館道場を開設。2009年閉館。弟子に斉藤裕司（悠信館）らがおり、2巻の伝授巻は帯広市にて継承されている。
12. 蒔田修大　1949年～現役。北海道出身。堀川幸道の門下で、堀川幸道没後は井上祐助（幸道会・元総本部長）に師事し、平成10年には師範を認可される。平成14年、幸道会・東京本部長に就任。平成16年に幸道会から独立後は、東京都板橋区に心技清榮館を設立し、大東流合気柔術とともに居合心剣流柔術を教授する。
13. 磯部力夫    1962年～現役。長尾全祐の門人。愛知県在住。無限神刀流居合術及び大東流合氣柔術並びに会津藩伝継小野派一刀流剣術の教授代理を賜り，磯部一刀齋力夫と称す。愛知県東部にて大東流、無限神刀流居合術を教授。
14. 石橋義久 1938年～2023年没。東京生まれ。1964年に大東流合気武道総本部大東館入門。武田時宗宗家より大東流合気武道および小野派一刀流の指導を受ける。1969年、東京葛飾支部を設立し、初代支部長となる。大東流の指導、普及をする一方、小野派一刀流宗家、笹森順造に師事し免許を受ける。大東流合気武道本部春風会初代会長。大東流一の実戦派と云われ、禅、柔道、剣道、少林寺拳法、陳氏太極拳なども研究した。

### 継承と正統
武田惣角の大東流合気柔術を継承する会派（団体）や大東流系の武術教室は全国に多数ある。柔道における講道館、合気道における合気会のような広く認められる中心的な組織はない。一方で、武田惣角や武田時宗から教授代理、免許皆伝等の免許を受けたとして正当性を主張する会派も少なくない。さらに武田時宗から免許皆伝と宗家代理を受けたと称する近藤勝之が「大東流」「大東流合気武道」「大東流合気柔術」の3語を商標登録した件につき、「大東流」の独占に繋がるとして否定的な意見、無関係な団体が勝手に大東流を名乗ったり大東流を商業利用することを防止するのに役立つとした肯定的な意見などが入り乱れている（この件については武田時宗の遺族が商標登録の願い出を取り下げたにもかかわらず、近藤勝之が独自に商標登録を行ったために批判的な意見も多い）。
- こうした混乱の原因としては、以下のような要因が考えられる。

1. 武田惣角は武田時宗の「大東流の総伝を佐川さんに譲ってほしい。（戦争から）帰って来たら佐川さんより習うから。」という要望に応じて正統総伝印可の免状を授与したが、佐川幸義は生前にその免状を一般に公開せず金庫に保管し道場に2段階下の免状を飾っていたため、免許皆伝ですらない教授代理なのに後継者を勝手に名乗っているかのような誤解を招いた。
2. 武田惣角が多数の教授代理免許を出しそれぞれの教授代理が各々独自に会派や道場を開き指導活動を行ったこと。
3. 武田惣角は特定の定まったカリキュラムに沿って大東流を教授しなかったこと。（厳密なカリキュラムはなくとも、ある程度の骨格はあったとの説もある）
4. 弟子は武田惣角の演武を見たり、武田惣角に技を掛けてもらって、技を盗れる者は自分で技を学び取る…という古典的な教授法だったために、弟子によって習得した技や解釈、得意な技術に違いが生じたこと。
5. 武田惣角没後、網走市において大東流の指導を行った子息の武田時宗が大東流合気柔術と大東流合気武道の呼称を使い分けたこと。

- 武田惣角が特定のカリキュラムに沿って大東流を教授しなかったこと、相手やその時々で教授法や技の名前が異なったことについては、以下のような説がある。

1. 大東流非古流説…大東流は武田惣角が実質的創始者であり、武田惣角の存命中の大東流は大まかな体系は存在したものの未だ発展過程にあった。したがって系統だった明確な教授段階もなく、武田惣角の年齢とともに教授法や技術内容も変遷していった。つまり、武田惣角が教えていた技は流派として先代から継承した技というよりも、その時々で武田惣角が創意工夫、思いつきで教えていた技である可能性が高い。
2. 大東流古流説…多人数の弟子の一括指導と異なり、1人1人の弟子への個別指導（個人教授が前提と言うわけではなく複数名へのグループレッスンの場合も多々あった）であったため、それぞれの弟子の体格や体力、性格によって教える技や解釈に違いが出てくるのは当然。また、同じ技であっても内弟子と外弟子によって教え方（特に技の核心となる心の置き方や技の意味）が違うというのは他の古流流派や中国武術の門派でもよく見られることであり、武田惣角もそのように弟子の立場や弟子への信頼度によって技の教え方を変えた。（武田時宗門人の近藤勝之の発言によると武田時宗も同様に同じ技でも内弟子と外弟子で教授法を変えたという）

のちに大東流非古流説に賛同する意見が多くなり、大東流は、武田惣角が学んだいくつかの伝統武術の流派の技術をベースに武田惣角が創造した流派であり、古流ではないという説が有力になっている。他の古流の伝統流派からも、大東流は古流の中でも特異な武術流派、あるいは非古流と見られることが多い。

### 大東流合気柔術と大東流合気武道
武田惣角が教授した流派名は大東流合気柔術であり大東流合気武道の名称は武田惣角の三男、武田時宗が使用し始めた呼称である。大東流合気柔術と大東流合気武道の関係は柔術に対する柔道、武術に対する武道のように術から人格教育を目指した道として、より高い段階である事を主張したものと思われる。大東流合気武道の他に大東流合気武術、大東流合気道、大東流三大技法日本伝合気柔術などの名乗りが存在しており各々の伝承者が流儀名に願いもしくは独自性の主張を込めた呼称であると思われる。武田惣角の伝えた大東流合気柔術には段位制度は存在せず各段階の伝授巻（巻物）の伝授が行われた。それに対して戦後の各派大東流においては段位制度を採用する所が増え、並行して伝授巻（巻物）の発行を行っている会派や道場もある。
なお、大東流合気柔術には元来、宗家制度は存在せず武田惣角も生前は本部長もしくは総務長としか名乗っていない。戦後に武田時宗と武田宗清の推薦で佐川幸義が宗家を名乗ったのが宗家の呼称の始まりであり、宗家を武田時宗に譲位してからは大東流合気武術宗範を名乗った。山本角義は大東流合気柔術総主を独自に名乗っている。
また、大東流合気柔術は徒手体術のみで剣術や棒術などを統合したのが大東流合気武道であるという解説も多いが、これは「柔術」と「武道」という語感の違いか、佐川幸義が名乗った大東流合気武術との混同と思われる誤解である。

### 主な会派
大東流合気柔術の伝承は武田惣角から日本各地に広まっている。
旧大東館系
北海道網走市に武田惣角の三男・武田時宗が開設した大東流合気武道・大東館道場に連なる系統。
1. 旧大東館
  1. 眞武館
  2. 旧誠心会系　中川記念道場（網走市）至誠館（北見市）
  3. 技道会
  4. 川越武田家系
  5. 会津武田家系
  6. 独立系
  7. 春風会

関西合気道倶楽部系
関西地区に免許皆伝師範・久琢磨が開設した関西合気道倶楽部に連なる系統。
1. 琢磨会
  1. 大武館
  2. 清之郷
  3. 白鳳流合気武道

佐川伝大東流合気武術系
東京都小平市に大東流合気武術総本部・佐川道場を開設した正統総伝・佐川幸義に連なる系統。
1. 大東流合気武術佐川道場（本部道場）
2. 大東流合気武術相模原支部(高橋賢師範)

幸道会系
北海道北見市に教授代理・堀川幸道が開設した大東流合気柔術・幸道会に連なる系統。
1. 幸道会
  1. 六方会
    1. 研鑽塾

  2. 剛道会
  3. 北見合気武道会　
    1. 北見工業大学　合気道部

  4. 光道
  5. 愛知･滝口道場
  6. 小川道場
  7. 牧羊館
  8. 無傳塾
  9. 心技清榮館（居合心剣流柔術）
  10. 幸心会

松武館系
北海道旭川市に教授代理・松田敏美が開設した松武館道場に連なる系統。
1. 旧松武館
  1. 元信館
    1. 悠信館 (帯広市）

  2. 練心館
    1. 弘道館
    2. 隆道会

  3. 八光流柔術
    1. 臣流柔術

  4. 道家合気術
  5. 國武館 (韓国伝大東流系-閉館)

柔進館系
北海道苫小牧市に教授代理・山本角義が開設した柔進館道場に連なる系統。後に宣布会柔進館と改称されるが本来の正式呼称は柔進館である。
1. 旧柔進館
  1. 柔進館
  2. 神刀柔進会
    1. 玄武館世界忍法武芸連盟・国際柔術連盟総本部
    2. 宗主長尾全祐直門 富士神刀柔進会/静岡県富士市

  3. 日本兵法大和道本部
    1. 合気錬体会

## 大東流から派生した武術
武田惣角は大東流の技法を身分や出身で差別する事無く様々な弟子に伝授した（これは当時としては画期的なことだった）ので、高弟によって様々な会派が開かれたり、大東流の術理を生かした流派が派生している。代表的なものでは合気道・八光流柔術（はっこうりゅうじゅうじゅつ）・無限神刀流居合・居合心剣流柔術・韓国のハプキドーがあるが、その他の柔術や空手道等で技法に少なからず影響を受けた流派があり、現代武術に与えた影響は計り知れない。
ライターの治郎丸明穂によると、ある大東流合気柔術の関係者は、柔道家の西郷四郎（富田常雄の小説『姿三四郎』の主人公のモデル）が、武田惣角の師とされる西郷頼母の養子であったことから、西郷四郎の山嵐は講道館や国際柔道連盟がいう山嵐と異なり、大東流の四方投げを改良したものだ、という説を持っている。四方投げの様に相手の腕を耳の方向に曲げた後、大外刈をおこなうのが西郷四郎の山嵐だという説である。しかし、これは富田常雄の父であり西郷四郎の友人だった富田常次郎が書き残した山嵐の描写と、相手が大きく宙を舞う、左手で相手の左奥襟を取る、ことが異なっている。最新の武術史研究においてこの説は否定されている。

## その他
西郷頼母・西郷四郎から継承したとする西郷派大東流合気武術、会津藩を介さずに甲斐武田氏から継承したとする武田大東流など、武田惣角伝に由来しないとされる大東流会派もある。また西郷頼母や甲斐武田氏とは無関係で大東流や合気を称する団体、武田惣角やその門下生の直接指導を受けずに書籍や伝聞研究だけで武田惣角伝大東流を称する団体も少なくない。